# El dinar campestre
El dinar campestre (en francès Le déjeuner sur l'herbe) és l'obra més polèmica d'Édouard Manet. El 1863 va ser presentada al Saló dels Rebutjats i va provocar un escàndol per l'ús de la juxtaposició dels colors, sense tons intermedis i la intensitat de la llum de la dona que es troba al mig. Així mateix per la injustificada nuesa de la dona central, ja que no es tampoc una pintura de temàtica mitologica. Va ser una obra que influí la resta d'impressionistes. Fou inicialment titulada el bany.
Es troba a París, al Museu d'Orsay

## Anàlisi
Amb aquest oli, Manet inaugurà la concepció moderna de l'art. Tracta de reproduir l'efecte del plein aire, pintures a l'aire lliure amb un clar antecedent de l'escola Barbizon. Manet plasma una escena costumista, quotidiana i efímera: una noia nua mirant a l'espectador (la seva musa preferida Victorine Meurent, acompanyada de dos homes (amb un bastó a la mà el germà de Manet, Eugène, i al costat l'escultor Ferdinand Leenhoff), mentre una altra dona es refresca al rierol. Aquest fet fou de rellevant importància, ja que el tema es clarament una excusa, Manet solament l'utilitza per experimentar-ne totes les possibilitats plàstiques.
La composició s'estructura en tres plans sobreposats. El primer, a l'esquerra, una natura morta d'un cistell amb diverses fruites i la roba de la musa. El segon, al centre, el triangle format pels tres personatges que es caracteritza per la no connexió entre ells, ja que les mirades són inconnexes, ja que Manet hi elimina l'element narratiu. El tercer el formen la dona i el rierol, on una obertura causal entre els arbres esdevé el punt de fuga.
Atès a l'allunyament de l'academicisme, l'autor abandona la perspectiva lineal (cf. neoclassicisme), i aposta per la sobreposició de plans, per influencia de les làmines d'estil japonisista. Si s'abandona la perspectiva, es perd també la profunditat, per això la representació és plana, i crea confusions que s'aprecien per exemple en la noia remullat-se al rierol.
El tractament de la llum és artificial i en conseqüència arbitrari, ja que recau principalment en la dona i el rierol. La llum esdevé font de color, i es a través de la gradació tonal que es creen zones de llum i ombra.
En quant al color, són pures taques, de pinzellada solta i fluida, que tant clares en el nu d'ella o fosques en les sabates d'ell, configuren la pintura. L'absència de clarobscur suposa la pèrdua de les línies de contorn, tal com s'aprecia en l'aigua del riu.

## Curiositats
- Una de les obres de l'artista Araya Rasdjarmrearnsook consisteix en una fotografia que reprodueix l'escena, però en aquesta ocasió un grup de gent està visualitzant una reproducció de l'obra de Manet en un entorn campestre. L'obra es va poder veure a Catalunya durant la mostra El Museu com a pretext.[2] La sèrie The Two Planets (2007-2008) posa dos mons en diàleg. Araya va constatar la inseguretat dels seus alumnes davant d'indiscutibles peces mestres. El seu desplaçament diari des de la ciutat de Chiang Mai a un suburbi rural va ser l'estímul del treball: asseure al davant de reproduccions de quadres de Millet, Van Gogh, Manet i Renoir a un grup de camperols tailandesos. Déjeuner sur l'herbe de Manet i camperols tailandesos enregistra la perplexitat que obre la nuesa d'una dona damunt un prat d'herba a ple dia. l'humor és present en les deduccions que van fent els camperols. Les espigoladores de Millet i grangers tailandesos reflecteix els valors de treball i l'ètica implícita en la comunitat agrícola d'un país asiàtic. El diàleg posa en evidència la falsa pretensió d'universalitat del relat de l'art d'occident.
- El dinar campestre (1960) Picasso va fer una re-interpretació de l'obra de Manet d'estil cubista, i més d'una vintena de dibuixos sobre "el déjeune".